# منظمة صناعات الطيران الإيرانية
تأسست منظمة صناعات الطيران الإيرانية أو منظمة صناعات الطيران للقوات المسلحة (بالفارسية: سازمان صنایع هوایی ایران) باختصار (IAIO) في عام 1966 لغرض التخطيط والسيطرة وإدارة صناعة الطيران العسكري في إيران.
ويتولى المعهد حاليا توجيه خمس منظمات للطيران: صناعة الطائرات الإيرانية (SAHA) أو (IACI)، شركة تصنيع الطائرات الإيرانية (HESA)، الشركة الإيرانية لدعم وتجديد الطائرات الهليكوبتر (PANHA) أو (IHSRC)، صناعة الطيران قدس (GHODS)، صناعة شهيد بصير. ولهذه المنظمات الخمس أدوار مختلفة ومتكاملة في صناعة الدفاع الإيرانية والطيران المدني الإيراني، وتقدمت، باستثناء قدس، من مرافق الإصلاح والصيانة إلى مؤسسات دفاع أكبر مع عدة آلاف من الموظفين.
تأسست الشركة الإيرانية لدعم وتجديد الطائرات الهليكوبتر (IHSRC)، أو بمختصرها الفارسية (PANHA)، في عام 1969، وصناعة الطائرات الإيرانية (IACI) في عام 1970، وشركة إيران لصناعة تصنيع الطائرات (IAMI) أو بمختصرها الفارسية (HESA) ، في عام 1974. وشكلت في أوائل الثمانينات شركتان هامتان آخرتان هما منظمة صناعة الطيران الإيرانية التابعة للقوات المسلحة الإيرانية، (المعروف أيضا باسم منظمة الصناعات الجوية الإيرانية للقوات المسلحة (IAFAIO)) ومركز أبحاث الصناعة قدس.